# Biópsia
A biópsia (do grego bios - vida, e opsis - aparência, visão) é um procedimento cirúrgico no qual se colhe uma amostra de tecidos ou células para posterior estudo em laboratório, a fim de avaliar a evolução de uma doença crônica ou outra irregularidade corporal.
Uma biópsia é frequentemente usada para diagnosticar se um tumor é benigno ou maligno.

## Indicações
- Diagnóstico de doenças que provocam alterações morfológicas (neoplasia, hiperplasia),
- Diagnóstico diferencial por exclusão,
- Avaliar a extensão da lesão,
- Avaliar o resultado de um tratamento,
- Estabelecer o grau histológico de malignidade de neoplasia.

Como complicações da biópsia, podem ocorrer agravamento de lesões neoplásicas malignas devido ao excesso de manipulação, hemorragia, infecção e fistulização.

## Tipos de biópsias
Cada biópsia pode ser de múltiplos tipos e classificada de diversas formas, que incluem:
- Externas: de pele ou mucosas;
- Internas: Pode ser feita guiado por apalpação, raio X, punção ecoguiada (órgãos maciços), endoscopias (órgãos ocos);
- Extemporânea: Realizada durante o processo cirúrgico. Extemporânea se refere a ser "fora do período ideal";

- Biópsia incisional: é retirada apenas uma parte da lesão;
- Biópsia excisional: é retirada a lesão inteira e, em caso de tumores malignos, retira-se a lesão com uma margem de segurança de, aproximadamente, 2 cm. Geralmente em cirurgia maior com anestesia geral ou local;
- Punção e aspiração com agulha fina (PAAF): Retiram-se células e líquido de processos tumorais de glândulas (como tireoides ou mama). É mais rápido, menos invasivo e menos doloroso, mas menos preciso que as outras biópsias;
- Punção e aspiração com agulha grossa (PAAG): Com anestesia local, aspiram-se de três a seis amostras de tecido glandular para um diagnóstico mais preciso. Pode ser feita com uma pistola automática;
- Biópsia de congelação: Durante a cirurgia, uma amostra de tecido é extraída e congelada, enviada para laboratório de patologia para ser fatiada e tingida e dar um diagnóstico rápido de que um órgão com tumor deva ou não ser extirpado (como a tireoide ou a mama). Exige trabalho em equipe entre a equipe cirúrgica e patológica. Depois, o tecido é novamente analisado para exame confirmatório por via tradicional.[2]